# 延命寺 (丹波市)
延命寺（えんめいじ）は、兵庫県丹波市にある真言宗の寺院。山号は摩仁山。本尊は地蔵菩薩。

## 歴史
- 1596年（慶長元年）創建[1]

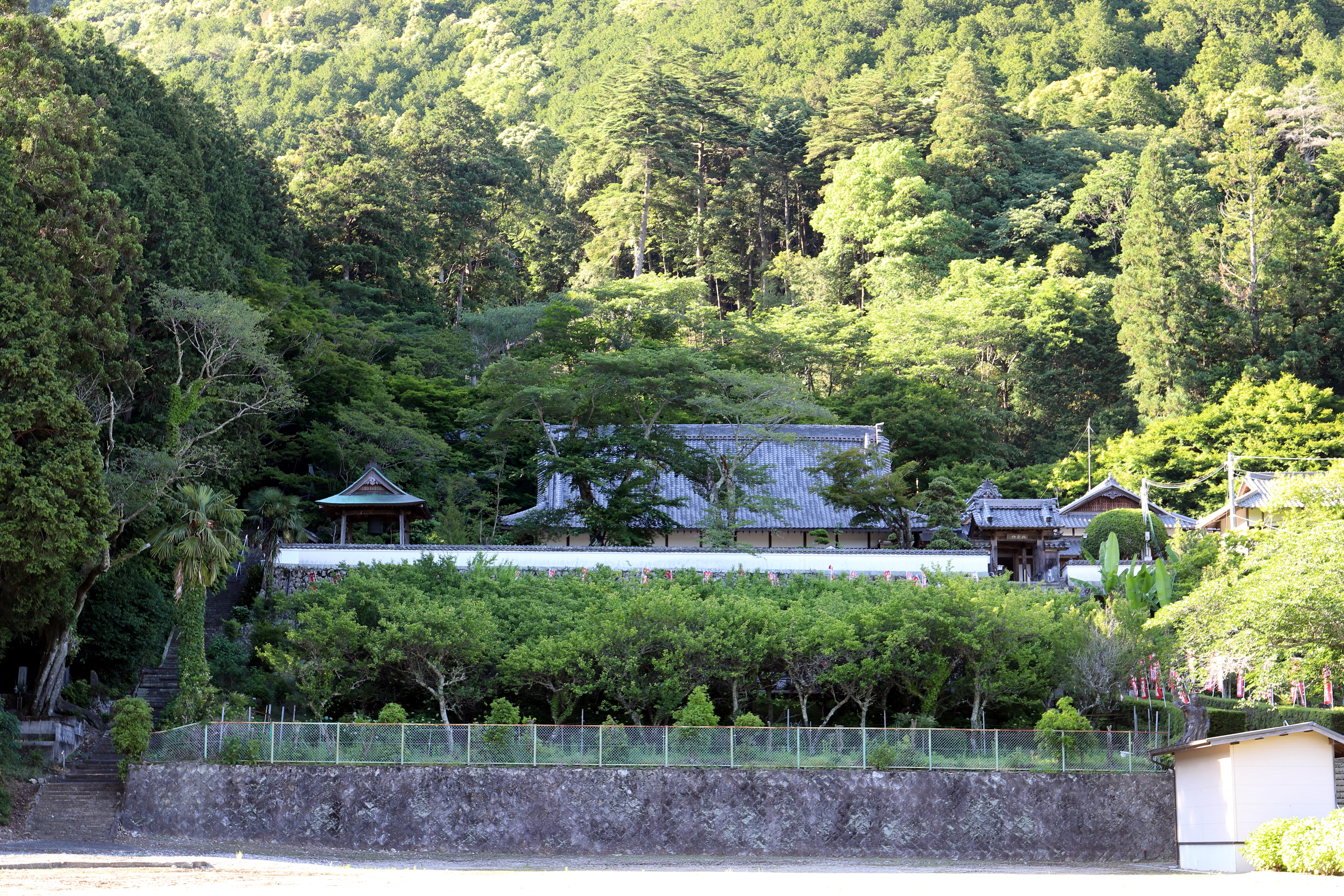
遠望
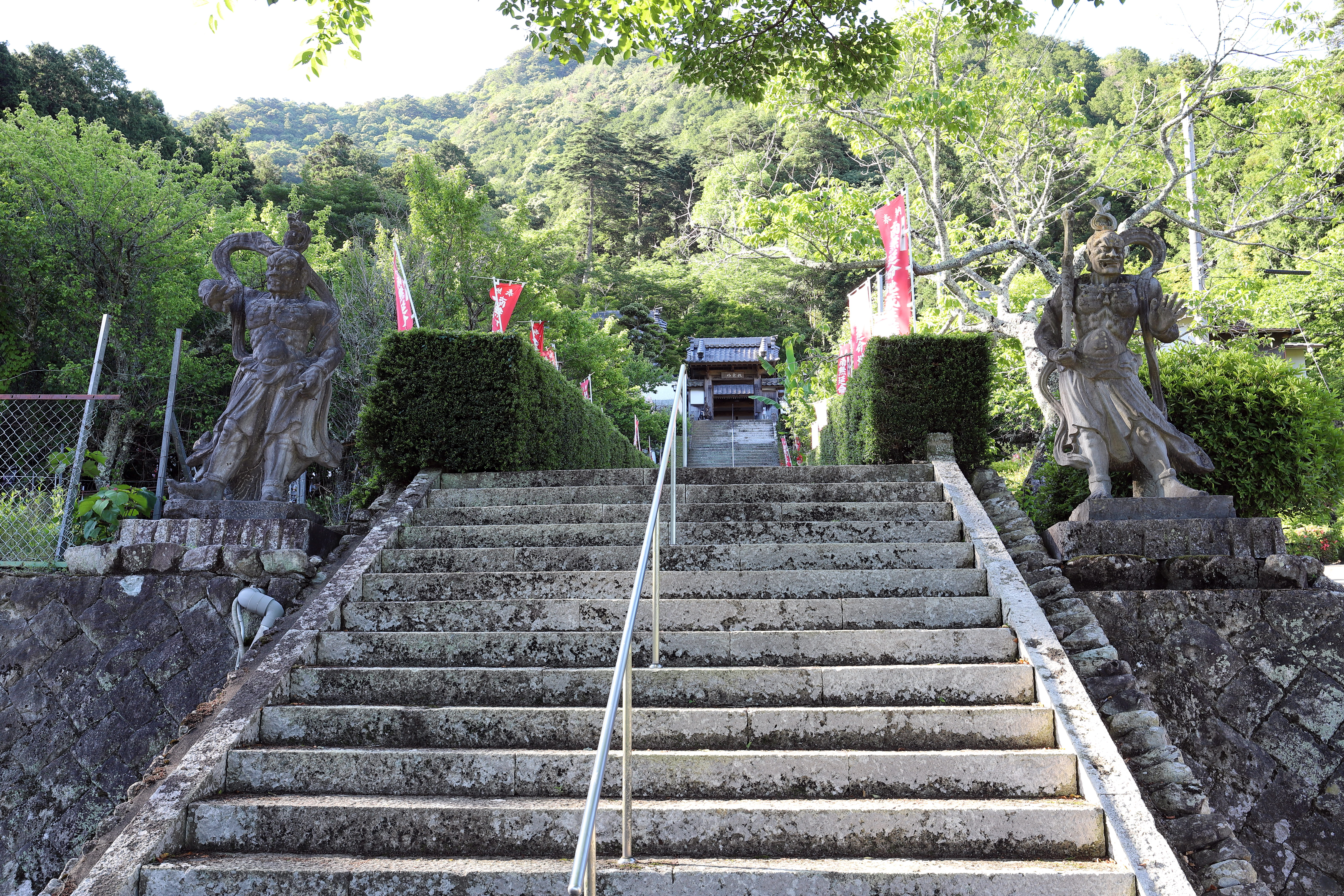
仁王像
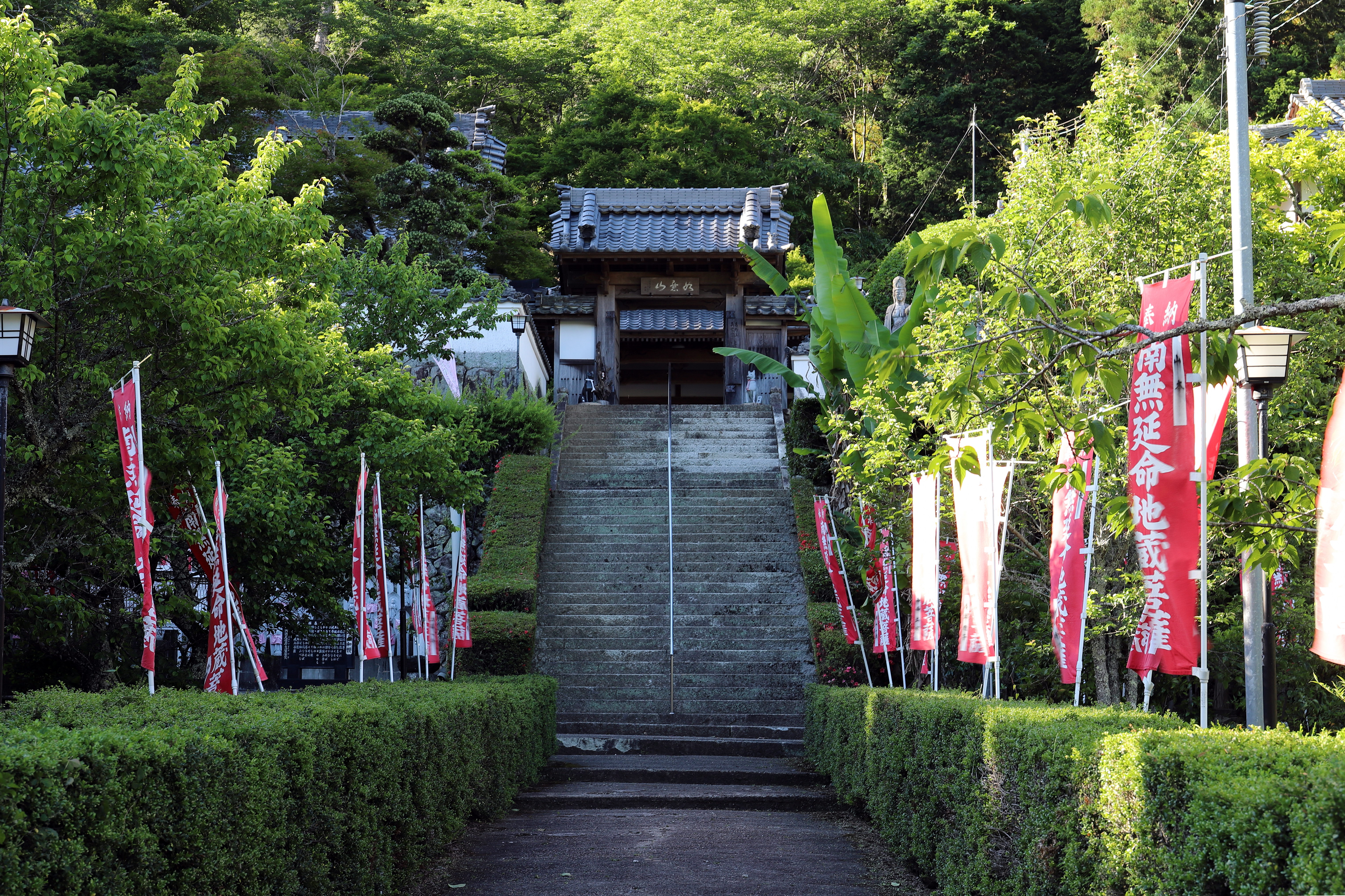
参道

## 文化財
- 丹波市指定文化財
  - 木造仏立像[2]

## 年中行事
- 正月
- 地蔵祭大会
- 花まつり（4月8日）
- 施餓鬼（8月7日）
- 盆の棚経（8月10日 - 8月14日）